# Chase Elliott

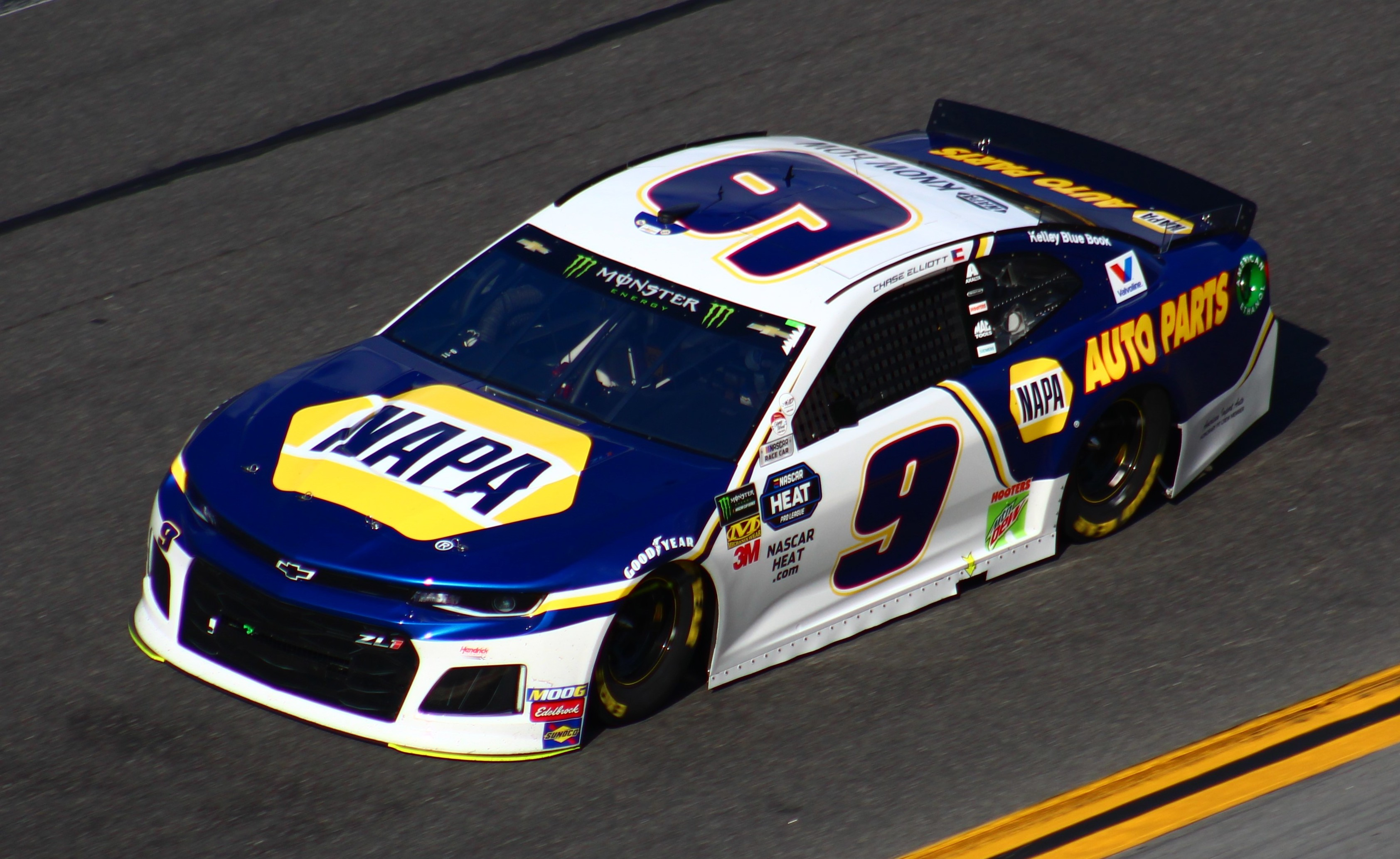
Carro de Elliott na NASCAR Cup Series em 2019.

William Clyde Elliott II ou Chase Elliott (Dawsonville, 28 de novembro de 1995) é um piloto de corrida americano. Ele está atualmente competindo na NASCAR Cup Series com a equipe Hendrick Motorsports no carro número 9 Chevrolet Camaro ZL1 1LE patrocinado pela NAPA Auto Parts.
Elliott é o único filho do ex-piloto da NASCAR Bill Elliott.
Elliott foi o campeão da NASCAR Nationwide Series 2014.
A estreia de Elliott na Cup Series começou na competição STP 500 2015. Sua primeira vitória na Cup Series foi conquistada na competição Go Bowling at The Glen 2018.
Em 2020, após início complicado, venceu 2 etapas, em Charlotte 2 e na estreia da Daytona Road Course, igualando o recorde de Jeff Gordon de mais vitórias consecutivas em circuitos mistos (3). Ainda venceu a All Star Race, disputada em Bristol.
Nos Playoffs, passou em boa colocação para o Round of 12, e com uma vitória no Roval, quebrando o recorde no tricampeão de mais vitórias nos mistos (Watkins Glen 2019, Roval 2019, Daytona Road Course 2020 e Roval 2020), carimbou vaga para o Round of 8. Depois de entrar em situação complicadíssima, teve brilhante atuação em Martinsville, última prova do Round of 8, onde venceu e se colocou pela primeira vez na carreira no Championship 4, que seria disputado em Phoenix Raceway pela primeira vez.
No circuito do Arizona, teve de largar no fim do pelotão, por falhar em inspeções pré-corrida, enquanto Denny Hamlin, Brad Keselowski e Joey Logano, rivais no Champ 4, largariam nas 3 primeiras posições. Numa atuação espetacular, ultrapassou todo o pelotão para se sagrar o campeão da Nascar Cup Series em 2020.